# Nathaniel McKinney
Nathaniel McKinney (ur. 19 stycznia 1982 w Nassau) – bahamski lekkoatleta, sprinter, brązowy medalista mistrzostw świata w Paryżu w sztafecie 4 × 400 m i  srebrny medalista mistrzostw świata w Helsinkach w sztafecie 4 × 400 m.

## Rekordy życiowe
- bieg na 300 metrów – 33,01 (2008)
- bieg na 400 metrów – 45,68 (2007)

McKinney biegł na pierwszej zmianie bahamskiej sztafety 4 x 400 metrów, która 14 sierpnia 2005 w Helsinkach ustanowiła nieaktualny już rekord kraju – 2:57,32.